# Reuven Rivlin
Reuven “Ruvi” Rivlin, em hebraico:  ראובן ריבלין, (Jerusalém, 9 de setembro de 1939) é um advogado e político israelense, que serviu como presidente do seu país de 2014 a 2021. Filiado ao partido conservador Likud, foi presidente da Knesset (Parlamento de Israel), foi eleito em 2014 presidente do Estado de Israel.
Conhecido por se opor à criação de um Estado palestino e por ter relação tensa com seu correligionário Benjamin Netanyahu, Rivlin foi eleito novo presidente de Israel em junho de 2014.

## Biografia
Reuven Rivlin nasceu em Jerusalém, durante o Mandato Britânico da Palestina. Formou-se em Direito pela Universidade Hebraica de Jerusalém e trabalhou como advogado. Ele é descendente dos alunos do Gaon de Vilna, filho de Rachel "Ray" Rivlin e Yosef Yoel Rivlin, que criou a primeira edição hebraica do Alcorão, e que foi candidato a terceiro presidente de Israel. É casado com Nechama (nascida em 5 de junho de 1945), tem quatro filhos e é vegetariano desde o final da década de 1960. Rivlin é torcedor fanático do clube de futebol Beitar Jerusalém.
Ele foi eleito para o Knesset em 1988, e atuou como presidente do Likud entre 1988 e 1993. Ele perdeu seu assento na eleição de 1992, mas retornou ao parlamento após a eleições de 1996. Reeleito em 1999, foi nomeado ministro das Comunicações no governo de Ariel Sharon, em março de 2001. Foi eleito presidente do Knesset após a eleições de 2003, no qual foi criticado durante o mandato por quebrar a tradição de neutralidade[carece de fontes?]. Rivlin foi reeleito presidente do parlamento em 2006 e 2009.

## Presidente (2014-2021)
Em 10 de junho de 2014, foi eleito pelo parlamento israelense como sucessor de Shimon Peres na presidência de Israel, derrotando Meir Shitrit.